# Nieuw-Guinese gevlekte buidelmarter
De Nieuw-Guinese gevlekte buidelmarter (Dasyurus albopunctatus) is een roofbuideldier uit het geslacht der buidelmarters (Dasyurus). Dit dier leeft in de regenwouden van het eiland Nieuw-Guinea tot 3500 meter boven zeeniveau. De wetenschappelijke naam van de soort werd voor het eerst geldig gepubliceerd door Hermann Schlegel in 1880.

## Kenmerken
De Nieuw-Guinese gevlekte buidelmarter is een van de kleinere buidelmarters en het dier heeft een lichaamslengte van 24 tot 35 cm en een gewicht van ongeveer 450 gram. Net als de overige buidelmarters heeft deze soort een bruine vacht met kleine of grotere witte vlekken. De buikzijde is lichter van kleur.

## Leefwijze
De Nieuw-Guinese gevlekte buidelmarter leeft zowel op de bosbodem als in de bomen en het is een uitstekende klimmer. Over het algemeen is dit buidelroofdier 's nachts actief en slaapt het overdag in een hol dat bestaat uit een holte in bomen of rotsen. De Nieuw-Guinese gevlekte buidelmarter voedt zich voornamelijk met insecten en kleine gewervelde dieren als hagedissen, kleine vogels en knaagdieren. Deze buidelmarter kan tot drie jaar oud worden.
Nieuw-Guinese gevlekte buidelmarter (Dasyurus albopunctatus) · Dasyurus dunmalli† · Zwartstaartbuidelmarter (Dasyurus geoffroii) · Dwergbuidelmarter (Dasyurus hallucatus) · Grote buidelmarter (Dasyurus maculatus) · Dasyurus spartacus · Gevlekte buidelmarter (Dasyurus viverrinus)